# 瑟維尼什蒂鄉
46°51′37″N 26°28′07″E / 46.86019°N 26.46863°E
瑟維尼什蒂鄉（羅馬尼亞語：Comuna Săvinești, Neamț），是羅馬尼亞的鄉份，位於該國東北部，由尼亞姆茨縣負責管轄，面積16平方公里，海拔高度281米，2007年人口6,608，人口密度每平方公里421人。